# Michail Jur'evič Lermontov
Michail Jur'evič Lermontov (in russo Михаил Юрьевич Лермонтов? ; Mosca, 15 ottobre 1814, 3 ottobre del calendario giuliano – Pjatigorsk, 27 luglio 1841, 15 luglio secondo la vecchia datazione) è stato un poeta, drammaturgo e scrittore russo.
Figura di spicco del romanticismo, è considerato uno tra i maggiori scrittori del XIX secolo. Militare di carriera, durante la sua breve vita pubblica soltanto un volume di poesie, Versi, e il capolavoro in prosa, il romanzo Un eroe del nostro tempo (Geroj našego vremeni) (1840), mentre la sua opera poetica che più di ogni altra sarà esaltata nell'Ottocento, Il Demone, fu pubblicata postuma.

## Biografia
(Teatro russo, a cura di Ettore Lo Gatto, Milano, Bompiani, 1955, p. 454)
Nato da una famiglia di origini scozzesi (Learmonth), rimane orfano della madre (Marija Michajlovna nata Arsen'eva) a tre anni, nel 1817, e viene allevato dalla nonna materna Elizaveta Alekseevna Arsen'eva, nella tenuta di Tarchany, Oblast' di Penza; l'allora villaggio di Tarchany, oggi Lermontov. Nel 1818 viaggia nel Caucaso, a Pjatigorsk, dove tornò ripetutamente, negli anni 1820 e 1825. Adolescente si appassiona di letteratura: legge avidamente Byron, ma anche Shakespeare, Chateaubriand, Goethe, Schiller e Walter Scott e comincia a scrivere appena quindicenne. Nel 1828 entra nella scuola privata "Pensione Nobile" (Blagorodnyj pansion pri moskovskom universitete) e scrive I circassi, Il prigioniero del Caucaso, Il corsaro. Nel 1830 si iscrive all'Università di Mosca, che lascia nel 1832 per vari motivi: la morte del padre, i rapporti sempre più tesi con i professori e i sospetti nati in seguito alla sua partecipazione al famigerato scandalo Malov (quando una folla di studenti caccia dall'auditorium, a suon di sbeffeggiamenti, l'omonimo docente).
Passa quindi alla Scuola di Cavalleria della Guardia di Pietroburgo dove può arricchire la sua vena letteraria, prima limitata a pagine introspettive: in questo periodo si dedica anche a temi folcloristici ed erotici (i poemetti Saska e Festa a Peterhof). Scrive un romanzo dedicato a un personaggio del seguito di Pugačëv, Vadim, e una poesia simbolica: La vela. Nel 1834 ottiene il grado di ufficiale degli Ussari della Guardia, a Carskoe Selo. Nel frattempo, pubblica numerose poesie ed il poema Hadži Abrek. Nel 1835, oltre a frequentare i salotti di Pietroburgo, conclude il dramma (rifiutato dalla censura) Un ballo in maschera, mentre l'anno seguente scrive Il boiaro Orša, Il gladiatore morente e Melodia ebraica.
Avvicinatosi al circolo di Aleksandr Puškin, Lermontov non fa però in tempo a conoscerlo: il poeta muore in duello nei primi mesi del 1837. L'avvenimento gli ispira la celebre poesia  La morte del poeta (Smert' poeta), in cui denuncia oscuri intrighi tramati contro Puškin dagli ambienti di corte. La poesia gli fa ottenere grande notorietà, ma viene giudicata sovversiva dallo zar Nicola I, che lo arresta per poi trasferirlo in un reggimento in linea sul Caucaso. Grazie alle pressioni della nonna, potrà però tornare dopo poco tempo a Pietroburgo, con la fama di poeta e di dissidente perseguitato.
Sarà un'occasione per completare alcune sue opere, tra cui Il demone e Il novizio (racconto ambientato in Georgia). Nel 1840, esce Un eroe del nostro tempo, il suo capolavoro in prosa, che desta subito grande interesse. Lermontov però cade ancora in disgrazia presso le autorità a causa di un duello con il figlio dell'ambasciatore francese, Ernest de Barante.
Inviato ancora nel Caucaso, si segnala per atti di valore (combattendo contro i ribelli nei pressi del fiume Valerik), ma non riesce a farsi richiamare a Pietroburgo. A Pjatigorsk nell'aprile 1841 ritrova un vecchio compagno d'armi, Nikolaj Martynov. Qualche mese più tardi sarà proprio quest'ultimo, per un'offesa ricevuta, a sfidarlo a duello e ucciderlo, negli stessi luoghi dove era ambientato il duello descritto nell'Eroe del nostro tempo.
Così scrive R. Michilli in conclusione della sua lunga biografia su Lermontov:
(R. Michilli, Il prigioniero, Giulianova (Te), Galaad, 2015, p. 678)
Gli sono stati dedicati un asteroide, 2222 Lermontov, ed un cratere sul pianeta Mercurio, il Cratere Lermontov del diametro di 166 km .

## Opere (selezione)

### Prosa
- Vadim (Вадим), 1832, incompiuto; pubblicato postumo nel 1873
- La principessa Ligovskaja (Княгиня Лиговская, Knjaginja Ligovskaja), 1836, romanzo incompiuto; pubblicato postumo nel 1882
- Ašik-Kerib (Ашик-Кериб), 1837, favola azera; pubblicata postuma nel 1846
- Un eroe del nostro tempo (Герой нашего времени, Geroj našego vremeni), 1839, romanzo

### Teatro
- Menschen und Leidenschaften: Ein Trauerspiel (Uomini e passioni: una tragedia),[4] 1830; pubblicato postumo nel 1880
- Un uomo strano: dramma romantico (Странный человек. Романтическая драма, Strannyj čelovek. Romantičeskaja drama), 1831; pubblicato postumo nel 1860
- Un ballo in maschera (Маскарад, Maskarad), 1830; pubblicato postumo nel 1880
- Due fratelli (Два брата, Dva brata), 1836; pubblicato postumo nel 1880

### Poemi
- I circassi (Черкесы, Čerkesy), 1828; pubblicato postumo nel 1860
- L'ultimo figlio della libertà (Последний сын вольности, Poslednij syn vol'nosti), 1831-1832; pubblicato postumo nel 1860
- Azrail (Азраил), 1831; pubblicato postumo nel 1876
- L'angelo della morte (Ангель смерти, Angel' smerti), 1831; pubblicato postumo nel 1857
- Ismail-bej (Измаил-Бей), 1832; pubblicato postumo nel 1842
- Il boiaro Orša (Боярин Орша, Bojarin Orša), 1836, pubblicato postumo nel 1842
- Il novizio (Мцыри, Mcyri),[5] 1839; pubblicato nel 1840
- Il Demone (Демон, Demon), 1829-1839, pubblicato postumo nel 1856

## Voci correlate

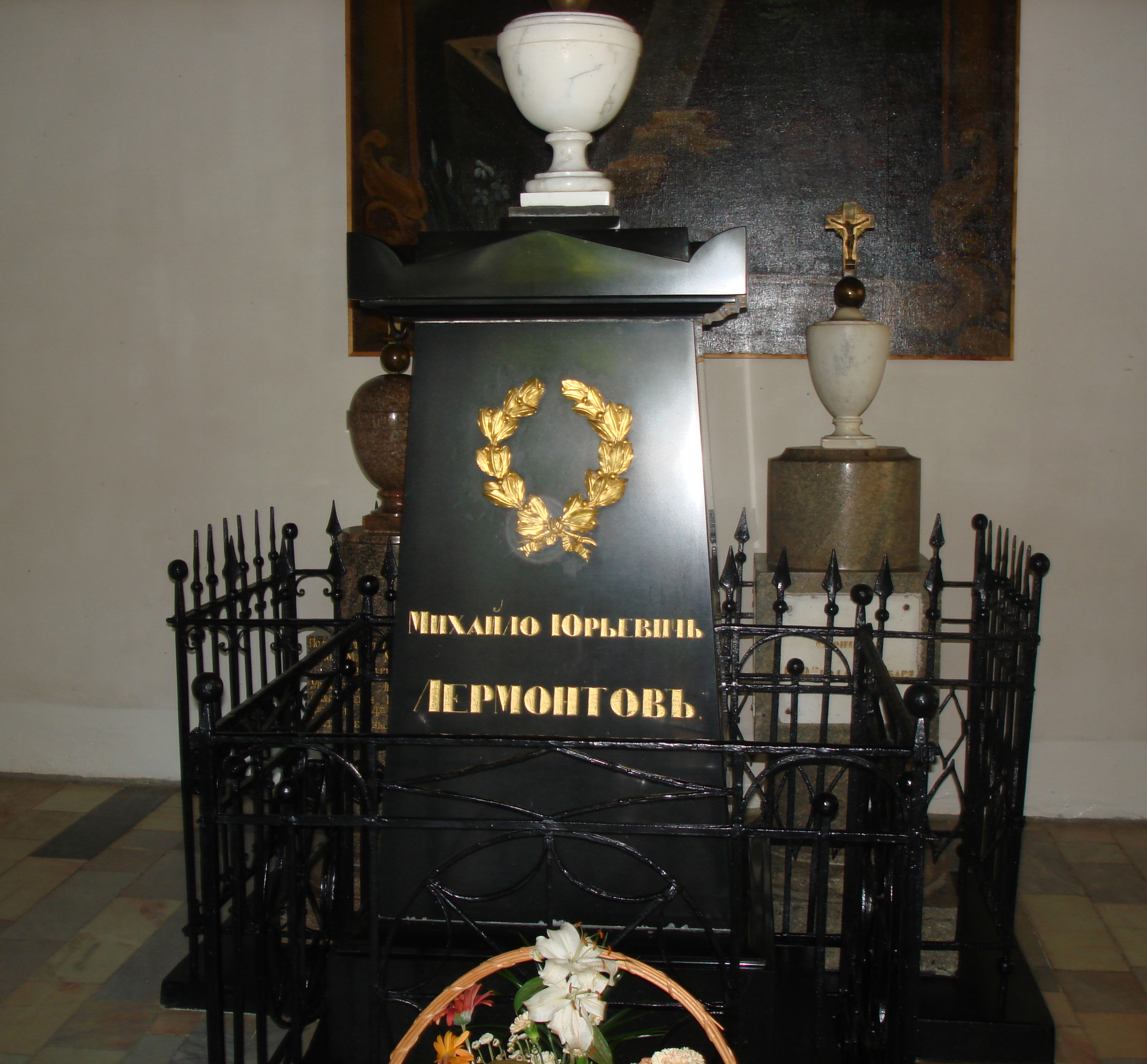
Tomba di Lermontov nel villaggio di Tarkhany